# Bjelovar
Bjelovar és una ciutat del centre de Croàcia amb una població de 41.869 habitants (2001). És el centre administratiu del comtat de Bjelovar-Bilogora.
Bjelovar és una de les ciutats joves del centre de Croàcia, ja que fou mencionada per primer cop el 1413 i amb prou feines guanyà importància l'any 1756 quan s'hi construí un fort. Fou construït per demanda expressa de Maria Teresa d'Habsburg. La funció inicial de la ciutat era defensar el centre de Croàcia contra les invasions de l'Imperi Otomà.